# Evangelisch-lutherische Kirche (Steinen)

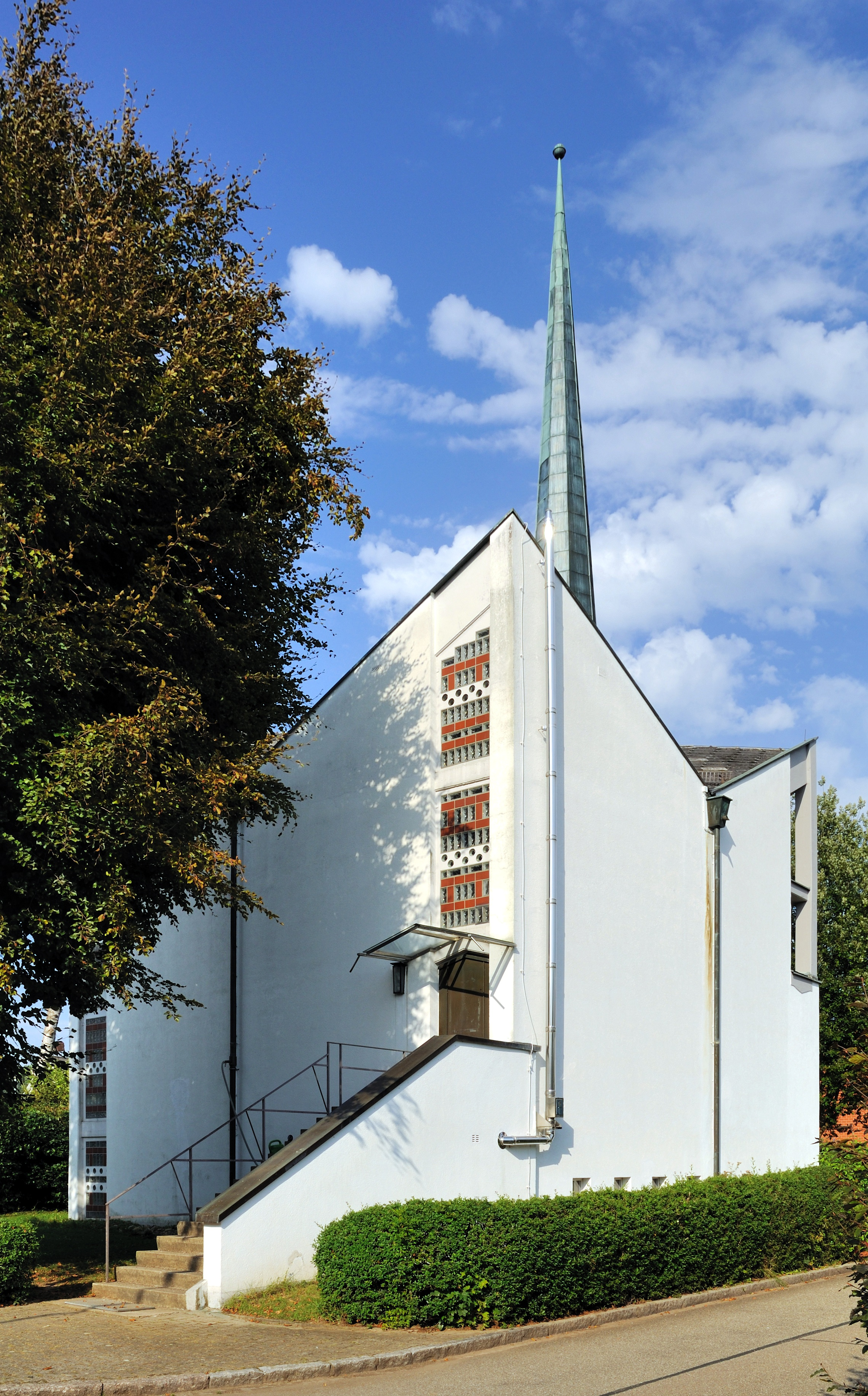
Christuskirche Steinen

Die evangelisch-lutherische Christuskirche in Steinen wurde in den 1960er Jahren erbaut. Das kleine Gotteshaus der Moderne fällt durch seine expressive Dachform auf. Kirche und Kirchengemeinde gehören zur Evangelisch-Lutherischen Kirche in Baden.

## Geschichte
1949 bildete sich durch die Zuwanderer aus dem Sudetenland und der Batschka eine evangelisch-lutherische Gemeinde in Steinen. Diese feierten ihre Gottesdienste bis Anfang der 1960er Jahre in der Evangelischen Kirche in Höllstein. Im März 1957 kaufte die evangelisch-lutherische Gemeinde von der politischen Gemeinde Steinen ein Grundstück zum Bau eines Saales oder einer Kirche. Der erste Spatenstich wurde am 6. November 1960 vollzogen und die Grundsteinlegung folgte am 6. Januar 1961. In den Jahren 1960 bis 1962 wurde nach Plänen des Münchner Architekten Olaf Gulbrannson ein eigenes Gotteshaus errichtet, das am 16. Dezember 1962 eingeweiht wurde. Da Gulbrannson vor Fertigstellung der Kirche tödlich verunglückte führte der Mitarchitekt Karl Schwabenbauer die Arbeiten zu Ende aus. Seit 2011 steht die Kirche unter Denkmalschutz.

## Beschreibung
Die Kirche steht in der Neumatt-Siedlung in Steinen, einer Wohnsiedlung südlich des Ortskerns. Das Bauwerk mit quadratischem Grundriss wird von zwei diagonal zueinander verlaufenden Satteldächern gedeckt, aus deren Kreuzungspunkt sich eine schlanke Turmspitze empor hebt. Im Untergeschoss des kubischen Baukörpers befinden sind Gemeinderäume und die Sakristei. Im Obergeschoss ist der eigentliche Kirchenraum mit halbkreisförmigen Sitzplätzen untergebracht. Drei Ecken sind mit vom Untergeschoss bis zur Dachkante senkrecht verlaufenden, rechteckigen Glasfenstern versehen. Altarfresko, Altarkreuz und Glasfenster wurden von Hubert Distler gestaltet.
In der vierten Ecke ist eine Dachstube untergebracht, die zwei Bronzeglocken beherbergt. Sie wurden 1966 von der Karlsruher Glocken- und Kunstgießerei hergestellt. Die dis2-Glocke wurde auf den Namen Alpha getauft, die fis2-Glocke trägt den Namen Omega. Die Steinmeyer-Orgel von 1965 besitzt eine elektrische Spiel- und Registertraktur, zwei Manuale, Pedal und fünf Register.